# Gavin Bryars
Richard Gavin Bryars (/ˈɡævɪn braɪərz/; sinh ngày 16 tháng 1 năm 1943) là một nhà soạn nhạc và nhạc công contrabass người Anh. Ông sáng tác và soạn nhiều thể loại nhạc, gồm có jazz, free improvisation, âm nhạc tối giản, historicism, nhạc thử nghiệm, avant-garde và tân cổ điển.

## Sự nghiệp
Gavin Bryars được sinh ra ở Goole, đông Yorkshire, Anh, ông học triết tại Đại học Sheffield nhưng đã trở thành nhạc công contrabass trong ba năm theo học trường.
Ông bắt đầu sự nghiệp như tay bass của bộ tam Joseph Holbrooke, cùng tay guitar Derek Bailey và tay trống Tony Oxley. Bộ tam ban đầu chơi jazz truyền trống trước khi chuyển sang free improvisation.
Những tác phẩm đầu tay của Bryars dưới vai trò là nhà soạn nhạc chịu nhiều ảnh hưởng từ John Cage (người mà ông theo học một gian ngắn), Morton Feldman, Earle Brown và âm nhạc tối giản. Một trong các nhạc phẩm đầu tay của ông, The Sinking of the Titanic (1969), cho phép những người biểu diễn lấy những nguồn âm thanh liên quan đến việc RMS Titanic chìm và kết hợp chúng lại. Lần thu âm đầu tiên của The Sinking được ra mắt qua Obscure Records của Brian Eno năm 1975. Bản thâu năm 1994 được tái phối khi bởi Aphex Twin có tên Raising the Titanic (sau đó được tập hợp trong album 26 Mixes for Cash).
Jesus' Blood Never Failed Me Yet (1971) cũng là một nhạc phẩm nổi tiếng, xuất từ một đoạn loop được thu âm do một người vô gia cư hát ứng tác. Dựa trên đoạn loop đó, một nhóm nhạc sĩ chơi nhạc trực tiếp, càng lúc càng tăng độ dày đặt. Một bản thâu khác năm 1994 với Tom Waits hát cùng bản thâu gốc của người vô gia cư kia trong phân đoạn cuối.
Bryars đã sáng tác một số lượng lớn các tác phẩm khác, gồm bốn bản opera, những bản nhạc không lời, cùng ba nhạc phẩm cho các bộ tứ đàn dây và nhiều bản concerto. Ông viết nhiều đoạn nhảy cho các biên đạo múa, gồm Biped (1999) cho Merce Cunningham.
When Harry Met Addie (một tribute cho ca sĩ Adelaide Hall va nhạc công saxophone Harry Carney) được ra mắt tại Duke Ellington Memorial Concert ở Queen Elizabeth Hall, London ngày 1 tháng 5 năm 1999. Tác phẩm được biểu diễn bởi London Sinfonietta Big Band và ủy thác bởi nghệ sĩ saxophone/bass clarinet John Surman. London Sinfonietta Big Band được chỉ huy bởi Diego Masson·

## Tác phẩm chọn lọc
- The Sinking of the Titanic (1969, First performance: Queen Elizabeth Hall, London 1972).
- Necropolis Soundtrack Film Franco Brocani (1970).
- Jesus' Blood Never Failed Me Yet (for Pre-recorded Tape and ensemble), 1972.
- Medea (Opera, libretto after Euripides.) 1982, revised 1984 and 1995.
- CIVIL WarS (incomplete Opera collaboration with Robert Wilson), 1984. Some sections of the music exist in completed form, as follows:
  - On Photography for Chorus (SATB), harmonium, piano.
  - 2B for Percussion ensemble.
  - Arias For Marie Curie, The Queen of the Sea, Captain Nemo, The Japanese Bride.
- String Quartet No 1 Between the National and the Bristol, 1985.
- Cadman Requiem (Dedicated to Bill Cadman, his sound recordist, who perished in Pan Am 103), 1989.
- String Quartet No 2, 1990.
- A Man in a Room, Gambling for speaking voice and string quartet (Text: Juan Muñoz), 1992.
- The North Shore for viola and piano, 1993.
- Three Elegies for Nine Clarinets, 1994.
- Cello Concerto Farewell to Philosophy, 1995.
- Adnan Songbook, 1996.
- Doctor Ox's Experiment, opera, 1998.
- String Quartet no.3, 1998.
- Biped – music for the dance by Merce Cunningham, 1999.
- When Harry Met Addie - music for soprano voice (vocalise) and big band, 1999
- G (Being the Confession and Last Testament of Johannes Gensfleisch, also known as Gutenberg, Master Printer, formerly of Strasbourg and Mainz) Opera, 2002.[6]
- Nothing like the Sun – 8 Shakespeare sonnets for soprano, tenor, speaking voice, 8 instruments, 2007.
- Piano Concerto ("The Solway Canal"), 2010.
- Marilyn Forever - Opera 2013
- Pneuma - ballet 2014 with Carolyn Carlson
- The Seasons - ballet 2014 with Edouard Lock
- 11th Floor - ballet with Edouard Lock
- The Fifth Century - cantata for choir and saxophone quartet, text from Thomas Traherne